# Барлово (Торопецкий район)
Барлово — деревня в Торопецком районе Тверской области России. Входит в состав Речанского сельского поселения.

## История
В списке населённых мест Псковской губернии за 1885 год значится деревня Барлово (№12615). Располагалась при колодце в 15 верстах от уездного города. Входила в состав Старинской волости Торопецкого уезда. Имела 4 двора и 32 жителя.
На карте РККА 1923—1941 годов обозначена деревня Барлово. Имела 10 дворов.

## География
Деревня расположена в 14 км (по автодороге — 20 км) к юго-востоку от районного центра Торопец. Ближайший населённый пункт — деревня Гольяново.

## Климат
Деревня, как и весь район, относится к умеренному поясу северного полушария и находится в области переходного климата от океанического к материковому. Лето с температурным режимом +15…+20 °С (днём +20…+25 °С), зима умеренно-морозная −10…−15 °С; при вторжении арктического воздуха до −30…-40 °С.
Среднегодовая скорость ветра 3,5—4,2 метра в секунду.

## Население
| 2010 |
| ---- |
| 0    |